# Winterland Ballroom
Pour les articles homonymes, voir Winterland.
Le Winterland Ballroom, également appelé Winterland Arena ou simplement Winterland, est une patinoire et salle de spectacle de San Francisco.
Construit en 1928, le Winterland devient exclusivement une salle de spectacle à partir de 1971, sous l'impulsion du promoteur Bill Graham. De nombreux artistes rock viennent s'y produire dans les années 1960 et 1970 : Peter Frampton y enregistre son premier album à succès, Frampton Comes Alive!, en 1975, et l'année suivante, The Band y donne son concert d'adieu.
Le Winterland ferme ses portes le 31 décembre 1978, après un dernier concert réunissant le Grateful Dead (près de six heures sur scène), New Riders of the Purple Sage et les Blues Brothers. La salle est détruite en 1985 et remplacée par des immeubles d'habitation.

## Enregistrements au Winterland Ballroom
- The Doors - Winterland 1967 (26-27-28 décembre 1967)
- Cream – Wheels of Fire, Live Cream, Live Cream Volume II (8-10 mars 1968)
- Big Brother and the Holding Company – Live at Winterland '68 (12-13 avril 1968)
- Jimi Hendrix – Live at Winterland (10-12 octobre 1968)
- Jefferson Airplane – Thirty Seconds Over Winterland (21-22 septembre 1972)
- The Allman Brothers Band – Wipe the Windows, Check the Oil, Dollar Gas (26 septembre 1973)
- Grateful Dead – Winterland 1973: The Complete Recordings (9-11 décembre 1973)
- Grateful Dead – Steal Your Face (16-20 octobre 1974)
- Grateful Dead - The Grateful Dead Movie Soundtrack (16-20 octobre 1974)
- Peter Frampton – Frampton Comes Alive! (14 juin 1975)
- Electric Light Orchestra – Live at Winterland '76 (février 1976)
- The Band – The Last Waltz (25 novembre 1976)
- Grateful Dead – Winterland June 1977: The Complete Recordings (7-8-9 juin 1977)
- Grateful Dead – Dick's Picks Volume 10 (29-30 décembre 1977)
- Grateful Dead – The Closing of Winterland (31 décembre 1978)